# マモル・マヌー
マモル・マヌー（Mamoru Manu、1949年6月3日 - 2020年9月1日）は、日本のドラマー、ボーカリスト。本名は三枝 守（さえぐさ まもる）。山口県出身、横浜育ち。
歌のうまさに関しては、音楽家や音楽評論家の評価が高く、親族にアメリカ人と結婚した人がいたため、子供のころから米軍基地に出入りしていた。

## 経歴
1949年6月3日、山口県で誕生し、すぐに横浜に移る。
子供の頃から米軍キャンプに出入りし、バンドのボーカリストとして活動を始める。
デイヴ平尾の誘いにより、「平尾時宗とグループ・アンド・アイ（後のザ・ゴールデン・カップス）」を結成、1967年6月、「いとしのジザベル」でデビュー。3枚目のシングル「長い髪の少女」で初めてソロ・パートを担当して以降、その凛々しく甘いルックスでアイドル的な人気を博し、ゴールデン・カップスの活動を支えた。
1969年12月31日を以ってゴールデン・カップスを脱退。かねてから作曲家・鈴木邦彦に熱望され、1970年9月、ソロ・シンガーとして「雨の街」でデビュー。その後は三枝マモル、ゆうき剛名義でシングルを9枚とアルバムを2枚発売するものの成功へは至らなかった。
1975年以降は宝石鑑定師の資格を取得しサンフランシスコと蒲田で宝石に携わる仕事を続けていた。
1988年、ミッキー吉野、デイヴ平尾、アイ高野らと共に、「タイガース・メモリアル・クラブバンド」に参加。
2003年、ザ・ゴールデン・カップス再結成。主にボーカルを担当し、音楽番組への出演やライブハウスでの活動を続けていた。
2020年9月1日、心筋梗塞のために逝去した。71歳没。

## エピソード
ゴールデン・カップスが「メンバー全員がハーフ」という架空の設定で売り出されたため、ハワイ出身の叔父の姓「マヌー」を拝借して「マモル・マヌー」と名乗った。

## ディスコグラフィ
- 全てリバティ・レコード（東芝音楽工業 → 東芝EMI）からリリース。

### シングル
- 1〜4：マモル・マヌー名義、5・6：三枝マモル名義、7〜9：ゆうき剛名義。

| # | 発売日         | A/B面 | タイトル           | 作詞         | 作曲             | 編曲       | 規格品番 |
| - | -------------- | ----- | ------------------ | ------------ | ---------------- | ---------- | -------- |
| 1 | 1970年 9月5日  | A面   | 雨の街             | なかにし礼   | 鈴木邦彦         | 鈴木邦彦   | LP-1204  |
| 1 | 1970年 9月5日  | B面   | 愛と死の世界       | なかにし礼   | 鈴木邦彦         | 鈴木邦彦   | LP-1204  |
| 2 | 1970年 11月5日 | A面   | 雪が降る           | 安井かずみ   | S.Adamo          | 鈴木邦彦   | LP-1214  |
| 2 | 1970年 11月5日 | B面   | ガラスの部屋       | 片桐和子     | G.Amendola       | 鈴木邦彦   | LP-1214  |
| 3 | 1971年 6月25日 | A面   | サンゴ礁の娘       | 阿久悠       | 筒美京平         | 筒美京平   | LTP-2479 |
| 3 | 1971年 6月25日 | B面   | 少年時代           | 阿久悠       | 筒美京平         | 筒美京平   | LTP-2479 |
| 4 | 1972年 2月5日  | A面   | 夕陽は傷だらけ     | 阿久悠       | 筒美京平         | 筒美京平   | LTP-2604 |
| 4 | 1972年 2月5日  | B面   | 白い雨             | わたなべ研一 | 岡田渥美         | 青木望     | LTP-2604 |
| 5 | 1972年 7月5日  | A面   | ふたりの舗道       | 大橋一枝     | ザ・ベンチャーズ | 馬飼野俊一 | LTP-2694 |
| 5 | 1972年 7月5日  | B面   | 夜明けのハイウェイ | 山川啓介     | ザ・ベンチャーズ | 青木望     | LTP-2694 |
| 6 | 1972年 11月5日 | A面   | 北国の別れ         | 大橋一枝     | ザ・ベンチャーズ | 馬飼野俊一 | LTP-2759 |
| 6 | 1972年 11月5日 | B面   | 愛の妖精           | 山川啓介     | ザ・ベンチャーズ | 青木望     | LTP-2759 |
| 7 | 1973年 3月20日 | A面   | もう一度人生を     | なかにし礼   | 鈴木邦彦         | 鈴木邦彦   | LTP-2807 |
| 7 | 1973年 3月20日 | B面   | 一人               | 山川啓介     | ザ・ベンチャーズ | 青木望     | LTP-2807 |
| 8 | 1973年 9月5日  | A面   | 長い髪の少女       | 橋本淳       | 鈴木邦彦         | 鈴木邦彦   | LTP-2898 |
| 8 | 1973年 9月5日  | B面   | 昨日の街ヨコハマ   | うさみかつみ | 鈴木邦彦         | 鈴木邦彦   | LTP-2898 |
| 9 | 1974年 4月5日  | A面   | 青春のどこかで     | 有馬三恵子   | 馬飼野康二       | 馬飼野康二 | LTP-2992 |
| 9 | 1974年 4月5日  | B面   | 港の哀愁           | 有馬三恵子   | 馬飼野康二       | 馬飼野康二 | LTP-2992 |

#### サンゴ礁の娘
1971年6月25日発売のシングル「サンゴ礁の娘」は、同1971年に尾崎紀世彦のアルバム『尾崎紀世彦アルバムNo.4』、1972年に坂本スミ子のアルバム『ゴールデン・アルバム 女と言う名の汽車』、1975年に郷ひろみのアルバム『ひろみの旅』、同1975年には城みちるのシングルとしてカバーされている。

### アルバム

#### ベスト・アルバム
- 長い髪の少女〜ソロ・コレクション 1970-1974（2020年11月25日／GRCL-6082）